# 本巣市
本巣市（もとすし）は、岐阜県の南西部にある市。2004年（平成16年）、本巣郡の4町村（本巣町・真正町・糸貫町・根尾村）が合併して発足した。

## 地理
揖斐川水系の根尾川が南に向かって貫流しており、その上流域は金山峡谷等の渓谷、下流域は緩やかな扇状地と肥沃な平野となっている。本巣市の北側は福井県に面している。森林セラピー基地に認定されている。
- 山: 能郷白山、屏風山、左門岳、舟伏山、船来山、桑山
- 河川: 根尾川、糸貫川

旧本巣町・旧真正町・旧糸貫町は太平洋側気候、旧根尾村は日本海側気候で豪雪地帯。

### 気候
| 樽見（1991年 - 2020年）の気候      | 樽見（1991年 - 2020年）の気候 | 樽見（1991年 - 2020年）の気候 | 樽見（1991年 - 2020年）の気候 | 樽見（1991年 - 2020年）の気候 | 樽見（1991年 - 2020年）の気候 | 樽見（1991年 - 2020年）の気候 | 樽見（1991年 - 2020年）の気候 | 樽見（1991年 - 2020年）の気候 | 樽見（1991年 - 2020年）の気候 | 樽見（1991年 - 2020年）の気候 | 樽見（1991年 - 2020年）の気候 | 樽見（1991年 - 2020年）の気候 | 樽見（1991年 - 2020年）の気候 |
| 月                                 | 1月                           | 2月                           | 3月                           | 4月                           | 5月                           | 6月                           | 7月                           | 8月                           | 9月                           | 10月                          | 11月                          | 12月                          | 年                            |
| ---------------------------------- | ----------------------------- | ----------------------------- | ----------------------------- | ----------------------------- | ----------------------------- | ----------------------------- | ----------------------------- | ----------------------------- | ----------------------------- | ----------------------------- | ----------------------------- | ----------------------------- | ----------------------------- |
| 最高気温記録 °C （°F）             | 14.6 (58.3)                   | 17.7 (63.9)                   | 23.3 (73.9)                   | 28.9 (84)                     | 32.7 (90.9)                   | 36.6 (97.9)                   | 37.8 (100)                    | 37.6 (99.7)                   | 35.0 (95)                     | 30.4 (86.7)                   | 23.4 (74.1)                   | 20.0 (68)                     | 37.8 (100)                    |
| 平均最高気温 °C （°F）             | 5.4 (41.7)                    | 6.5 (43.7)                    | 11.1 (52)                     | 17.4 (63.3)                   | 22.3 (72.1)                   | 25.3 (77.5)                   | 28.6 (83.5)                   | 30.2 (86.4)                   | 26.1 (79)                     | 20.5 (68.9)                   | 14.3 (57.7)                   | 7.9 (46.2)                    | 18.0 (64.4)                   |
| 日平均気温 °C （°F）               | 1.4 (34.5)                    | 1.8 (35.2)                    | 5.5 (41.9)                    | 11.3 (52.3)                   | 16.3 (61.3)                   | 20.1 (68.2)                   | 23.8 (74.8)                   | 24.8 (76.6)                   | 21.1 (70)                     | 15.1 (59.2)                   | 9.0 (48.2)                    | 3.7 (38.7)                    | 12.8 (55)                     |
| 平均最低気温 °C （°F）             | −1.7 (28.9)                   | −1.9 (28.6)                   | 0.8 (33.4)                    | 5.7 (42.3)                    | 10.8 (51.4)                   | 15.8 (60.4)                   | 20.2 (68.4)                   | 21.1 (70)                     | 17.3 (63.1)                   | 11.0 (51.8)                   | 4.9 (40.8)                    | 0.4 (32.7)                    | 8.7 (47.7)                    |
| 最低気温記録 °C （°F）             | −10.6 (12.9)                  | −10.2 (13.6)                  | −7.5 (18.5)                   | −2.6 (27.3)                   | 1.4 (34.5)                    | 6.3 (43.3)                    | 12.2 (54)                     | 12.7 (54.9)                   | 7.5 (45.5)                    | 0.3 (32.5)                    | −2.3 (27.9)                   | −9.6 (14.7)                   | −10.6 (12.9)                  |
| 降水量 mm （inch）                 | 183.4 (7.22)                  | 142.1 (5.594)                 | 212.0 (8.346)                 | 265.5 (10.453)                | 294.1 (11.579)                | 343.6 (13.528)                | 502.1 (19.768)                | 312.8 (12.315)                | 405.8 (15.976)                | 222.1 (8.744)                 | 160.9 (6.335)                 | 203.6 (8.016)                 | 3,247.8 (127.866)             |
| 降雪量 cm （inch）                 | 144 (56.7)                    | 109 (42.9)                    | 27 (10.6)                     | 0 (0)                         | 0 (0)                         | 0 (0)                         | 0 (0)                         | 0 (0)                         | 0 (0)                         | 0 (0)                         | 0 (0)                         | 68 (26.8)                     | 346 (136.2)                   |
| 平均降水日数 （≥1.0 mm）           | 17.6                          | 14.1                          | 14.1                          | 12.2                          | 11.7                          | 13.8                          | 15.4                          | 13.4                          | 13.4                          | 11.0                          | 12.1                          | 17.0                          | 165.9                         |
| 平均月間日照時間                   | 80.4                          | 107.9                         | 152.8                         | 174.4                         | 184.2                         | 145.9                         | 137.3                         | 168.0                         | 131.6                         | 135.9                         | 104.9                         | 78.1                          | 1,613.7                       |
| 出典1：Japan Meteorological Agency |                               |                               |                               |                               |                               |                               |                               |                               |                               |                               |                               |                               |                               |
| 出典2：気象庁                      |                               |                               |                               |                               |                               |                               |                               |                               |                               |                               |                               |                               |                               |

### 隣接している自治体
- 北 : 福井県大野市
- 西 : 揖斐郡揖斐川町、大野町
- 東 : 岐阜市、関市、山県市
- 南 : 瑞穂市、本巣郡北方町

### 地名
- 山口　（旧・本巣町）
- 曽井中島　（旧・本巣町）
- 文殊　（旧・本巣町）
- 法林寺　（旧・本巣町）
- 外山　（旧・本巣町）
- 金原　（旧・本巣町）
- 神海　（旧・本巣町）
- 木知原　（旧・本巣町）
- 佐原　（旧・本巣町）
- 日当　（旧・本巣町）
- 小柿　（旧・真正町）
- 軽海　（旧・真正町）
- 宗慶　（旧・真正町）
- 十四条　（旧・真正町）
- 上真桑　（旧・真正町）
- 下真桑　（旧・真正町）
- 政田　（旧・真正町）
- 国領　（旧・真正町）
- 浅木　（旧・真正町）
- 温井　（旧・真正町）
- 海老　（旧・真正町）
- 下福島　（旧・真正町）
- 有里　（旧・糸貫町）
- 石神　（旧・糸貫町）
- 数屋　（旧・糸貫町）
- 上高屋　（旧・糸貫町）
- 随原　（旧・糸貫町）
- 長屋　（旧・糸貫町）
- 見延　（旧・糸貫町）
- 屋井　（旧・糸貫町）
- 七五三　（旧・糸貫町）　※読みは「しめ」
- 早野　（旧・糸貫町）
- 上保　（旧・糸貫町）
- 郡府　（旧・糸貫町）
- 北野　（旧・糸貫町）
- 春近　（旧・糸貫町）
- 石原　（旧・糸貫町）
- 三橋　（旧・糸貫町）
- 仏生寺　（旧・糸貫町）
- 根尾板所　（旧・根尾村）
- 根尾市場　（旧・根尾村）
- 根尾今村　（旧・根尾村）
- 根尾宇津志　（旧・根尾村）
- 根尾大井　（旧・根尾村）
- 根尾大河原　（旧・根尾村）
- 根尾奥谷　（旧・根尾村）
- 根尾小鹿　（旧・根尾村）
- 根尾越卒　（旧・根尾村）
- 根尾越波　（旧・根尾村）
- 根尾門脇　（旧・根尾村）
- 根尾上大須　（旧・根尾村）
- 根尾下大須　（旧・根尾村）
- 根尾川原　（旧・根尾村）
- 根尾口谷　（旧・根尾村）
- 根尾黒津　（旧・根尾村）
- 根尾神所　（旧・根尾村）
- 根尾高尾　（旧・根尾村）
- 根尾樽見　（旧・根尾村）
- 根尾天神堂　（旧・根尾村）
- 根尾中　（旧・根尾村）
- 根尾長島　（旧・根尾村）
- 根尾長嶺　（旧・根尾村）
- 根尾西板屋　（旧・根尾村）
- 根尾能郷　（旧・根尾村）
- 根尾東板屋　（旧・根尾村）
- 根尾平野　（旧・根尾村）
- 根尾松田　（旧・根尾村）
- 根尾水鳥　（旧・根尾村）

## 歴史
- 2004年（平成16年）2月1日 - 本巣郡本巣町、真正町、糸貫町、根尾村の区域を合併し発足。発足時の人口は約3万4000人。名称は郡名に由来する。市役所本庁舎は旧本巣町役場を使用し、分庁舎（糸貫、真正、根尾）を設置。
- 2024年（令和6年）7月17日 - 市役所新庁舎が完成。従来の本庁舎、糸貫分庁舎、真正分庁舎を廃止。

### 変遷表
| 明治元年          | 明治7年9月                | 明治8年6月                  | 明治12年 2月18日 郡区町村 編成法施行 | 明治16年 10月     | 明治18年 9月                   | 明治22年 7月1日 町村制施行 | 明治30年 4月1日 | 明治37年 4月1日               | 昭和25年 6月1日               | 昭和29年 12月15日 | 昭和30年 4月1日               | 昭和31年 9月30日                      | 昭和35年 4月1日                    | 昭和39年 4月1日                    | 昭和44年 2月1日                                                      | 平成16年 2月1日        | 現在                 |
| ----------------- | ------------------------- | --------------------------- | ------------------------------------ | ----------------- | ------------------------------ | -------------------------- | --------------- | ----------------------------- | ----------------------------- | ----------------- | ----------------------------- | ------------------------------------- | ---------------------------------- | ---------------------------------- | -------------------------------------------------------------------- | ---------------------- | -------------------- |
| 席田郡 芝原村     | 席田郡 芝原村             | 席田郡 芝原村               | 席田郡 芝原村                        | 席田郡 芝原村     | 席田郡 芝原村                  | 席田郡 芝原村              | 本巣郡 席田村   | 本巣郡 席田村                 | 本巣郡 席田村                 | 本巣郡 席田村     | 本巣郡 席田村                 | 昭和31年 9月30日 本巣郡 北方町 に編入 | 本巣郡 北方町 の一部               | 本巣郡 北方町 の一部               | 本巣郡 北方町 の一部                                                 | 本巣郡 北方町 の一部   | 本巣郡 北方町 の一部 |
| 席田郡 加茂村     | 席田郡 加茂村             | 席田郡 加茂村               | 席田郡 加茂村                        | 席田郡 加茂村     | 席田郡 加茂村                  | 席田郡 加茂村              | 本巣郡 席田村   | 本巣郡 席田村                 | 本巣郡 席田村                 | 本巣郡 席田村     | 本巣郡 席田村                 | 昭和31年 9月30日 本巣郡 北方町 に編入 | 本巣郡 北方町 の一部               | 本巣郡 北方町 の一部               | 本巣郡 北方町 の一部                                                 | 本巣郡 北方町 の一部   | 本巣郡 北方町 の一部 |
| 席田郡 上保村     | 席田郡 上保村             | 席田郡 上保村               | 席田郡 上保村                        | 席田郡 上保村     | 席田郡 上保村                  | 席田郡 上保村              | 本巣郡 席田村   | 本巣郡 席田村                 | 本巣郡 席田村                 | 本巣郡 席田村     | 本巣郡 席田村                 | 昭和31年 9月30日 本巣郡 糸貫村に編入  | 昭和35年 4月1日 町制 本巣郡 糸貫町 | 本巣郡 糸貫町                      | 本巣郡 糸貫町                                                        | 平成16年 2月1日 本巣市 | 本巣市               |
| 席田郡 郡府村     | 席田郡 郡府村             | 席田郡 郡府村               | 席田郡 郡府村                        | 席田郡 郡府村     | 席田郡 郡府村                  | 席田郡 郡府村              | 本巣郡 席田村   | 本巣郡 席田村                 | 本巣郡 席田村                 | 本巣郡 席田村     | 本巣郡 席田村                 | 昭和31年 9月30日 本巣郡 糸貫村に編入  | 昭和35年 4月1日 町制 本巣郡 糸貫町 | 本巣郡 糸貫町                      | 本巣郡 糸貫町                                                        | 平成16年 2月1日 本巣市 | 本巣市               |
| 席田郡 北野村     | 席田郡 北野村             | 席田郡 北野村               | 席田郡 北野村                        | 席田郡 北野村     | 席田郡 北野村                  | 席田郡 北野村              | 本巣郡 席田村   | 本巣郡 席田村                 | 本巣郡 席田村                 | 本巣郡 席田村     | 本巣郡 席田村                 | 昭和31年 9月30日 本巣郡 糸貫村に編入  | 昭和35年 4月1日 町制 本巣郡 糸貫町 | 本巣郡 糸貫町                      | 本巣郡 糸貫町                                                        | 平成16年 2月1日 本巣市 | 本巣市               |
| 席田郡 春近村     | 席田郡 春近村             | 席田郡 春近村               | 席田郡 春近村                        | 席田郡 春近村     | 席田郡 春近村                  | 席田郡 春近村              | 本巣郡 席田村   | 本巣郡 席田村                 | 本巣郡 席田村                 | 本巣郡 席田村     | 本巣郡 席田村                 | 昭和31年 9月30日 本巣郡 糸貫村に編入  | 昭和35年 4月1日 町制 本巣郡 糸貫町 | 本巣郡 糸貫町                      | 本巣郡 糸貫町                                                        | 平成16年 2月1日 本巣市 | 本巣市               |
| 席田郡 石原村     | 席田郡 石原村             | 席田郡 石原村               | 席田郡 石原村                        | 席田郡 石原村     | 席田郡 石原村                  | 席田郡 石原村              | 本巣郡 席田村   | 本巣郡 席田村                 | 本巣郡 席田村                 | 本巣郡 席田村     | 本巣郡 席田村                 | 昭和31年 9月30日 本巣郡 糸貫村に編入  | 昭和35年 4月1日 町制 本巣郡 糸貫町 | 本巣郡 糸貫町                      | 本巣郡 糸貫町                                                        | 平成16年 2月1日 本巣市 | 本巣市               |
| 席田郡 三橋村     | 席田郡 三橋村             | 席田郡 三橋村               | 席田郡 三橋村                        | 席田郡 三橋村     | 席田郡 三橋村                  | 席田郡 三橋村              | 本巣郡 席田村   | 本巣郡 席田村                 | 本巣郡 席田村                 | 本巣郡 席田村     | 本巣郡 席田村                 | 昭和31年 9月30日 本巣郡 糸貫村に編入  | 昭和35年 4月1日 町制 本巣郡 糸貫町 | 本巣郡 糸貫町                      | 本巣郡 糸貫町                                                        | 平成16年 2月1日 本巣市 | 本巣市               |
| 席田郡 仏生寺村   | 席田郡 仏生寺村           | 席田郡 仏生寺村             | 席田郡 仏生寺村                      | 席田郡 仏生寺村   | 席田郡 仏生寺村                | 席田郡 仏生寺村            | 本巣郡 席田村   | 本巣郡 席田村                 | 本巣郡 席田村                 | 本巣郡 席田村     | 本巣郡 席田村                 | 昭和31年 9月30日 本巣郡 糸貫村に編入  | 昭和35年 4月1日 町制 本巣郡 糸貫町 | 本巣郡 糸貫町                      | 本巣郡 糸貫町                                                        | 平成16年 2月1日 本巣市 | 本巣市               |
| 本巣郡 中野村     | 本巣郡 中野村             | 明治8年 1月 本巣郡 七五三村 | 本巣郡 七五三村                      | 本巣郡 七五三村   | 本巣郡 七五三村                | 本巣郡 七五三村            | 本巣郡 土貴野村 | 本巣郡 土貴野村               | 本巣郡 土貴野村               | 本巣郡 土貴野村   | 昭和30年 4月1日 本巣郡 糸貫村 | 本巣郡 糸貫村                         | 昭和35年 4月1日 町制 本巣郡 糸貫町 | 本巣郡 糸貫町                      | 本巣郡 糸貫町                                                        | 平成16年 2月1日 本巣市 | 本巣市               |
| 本巣郡 小弾正村   | 本巣郡 小弾正村           | 明治8年 1月 本巣郡 七五三村 | 本巣郡 七五三村                      | 本巣郡 七五三村   | 本巣郡 七五三村                | 本巣郡 七五三村            | 本巣郡 土貴野村 | 本巣郡 土貴野村               | 本巣郡 土貴野村               | 本巣郡 土貴野村   | 昭和30年 4月1日 本巣郡 糸貫村 | 本巣郡 糸貫村                         | 昭和35年 4月1日 町制 本巣郡 糸貫町 | 本巣郡 糸貫町                      | 本巣郡 糸貫町                                                        | 平成16年 2月1日 本巣市 | 本巣市               |
| 本巣郡 更屋敷村   | 本巣郡 更屋敷村           | 明治8年 1月 本巣郡 七五三村 | 本巣郡 七五三村                      | 本巣郡 七五三村   | 本巣郡 七五三村                | 本巣郡 七五三村            | 本巣郡 土貴野村 | 本巣郡 土貴野村               | 本巣郡 土貴野村               | 本巣郡 土貴野村   | 昭和30年 4月1日 本巣郡 糸貫村 | 本巣郡 糸貫村                         | 昭和35年 4月1日 町制 本巣郡 糸貫町 | 本巣郡 糸貫町                      | 本巣郡 糸貫町                                                        | 平成16年 2月1日 本巣市 | 本巣市               |
| 本巣郡 早野村     | 本巣郡 早野村             | 本巣郡 早野村               | 本巣郡 早野村                        | 本巣郡 早野村     | 本巣郡 早野村                  | 本巣郡 早野村              | 本巣郡 土貴野村 | 本巣郡 土貴野村               | 本巣郡 土貴野村               | 本巣郡 土貴野村   | 昭和30年 4月1日 本巣郡 糸貫村 | 本巣郡 糸貫村                         | 昭和35年 4月1日 町制 本巣郡 糸貫町 | 本巣郡 糸貫町                      | 本巣郡 糸貫町                                                        | 平成16年 2月1日 本巣市 | 本巣市               |
| 大野郡 屋井村     | 大野郡 屋井村             | 大野郡 屋井村               | 大野郡 屋井村                        | 大野郡 屋井村     | 大野郡 屋井村                  | 大野郡 屋井村              | 本巣郡 土貴野村 | 本巣郡 土貴野村               | 本巣郡 土貴野村               | 本巣郡 土貴野村   | 昭和30年 4月1日 本巣郡 糸貫村 | 本巣郡 糸貫村                         | 昭和35年 4月1日 町制 本巣郡 糸貫町 | 本巣郡 糸貫町                      | 本巣郡 糸貫町                                                        | 平成16年 2月1日 本巣市 | 本巣市               |
| 大野郡 石神村     | 大野郡 石神村             | 大野郡 石神村               | 大野郡 石神村                        | 大野郡 石神村     | 大野郡 石神村                  | 大野郡 石神村              | 大野郡 一色村   | 大野郡 一色村                 | 大野郡 一色村                 | 大野郡 一色村     | 昭和30年 4月1日 本巣郡 糸貫村 | 本巣郡 糸貫村                         | 昭和35年 4月1日 町制 本巣郡 糸貫町 | 本巣郡 糸貫町                      | 本巣郡 糸貫町                                                        | 平成16年 2月1日 本巣市 | 本巣市               |
| 大野郡 高屋村     | 大野郡 高屋村             | 大野郡 高屋村               | 大野郡 高屋村                        | 大野郡 高屋村     | 大野郡 高屋村                  | 改称 大野郡 上高屋村       | 大野郡 一色村   | 大野郡 一色村                 | 大野郡 一色村                 | 大野郡 一色村     | 昭和30年 4月1日 本巣郡 糸貫村 | 本巣郡 糸貫村                         | 昭和35年 4月1日 町制 本巣郡 糸貫町 | 本巣郡 糸貫町                      | 本巣郡 糸貫町                                                        | 平成16年 2月1日 本巣市 | 本巣市               |
| 大野郡 数屋村     | 大野郡 数屋村             | 大野郡 数屋村               | 大野郡 数屋村                        | 大野郡 数屋村     | 大野郡 数屋村                  | 大野郡 数屋村              | 大野郡 一色村   | 大野郡 一色村                 | 大野郡 一色村                 | 大野郡 一色村     | 昭和30年 4月1日 本巣郡 糸貫村 | 本巣郡 糸貫村                         | 昭和35年 4月1日 町制 本巣郡 糸貫町 | 本巣郡 糸貫町                      | 本巣郡 糸貫町                                                        | 平成16年 2月1日 本巣市 | 本巣市               |
| 大野郡 有里村     | 大野郡 有里村             | 大野郡 有里村               | 大野郡 有里村                        | 大野郡 有里村     | 大野郡 有里村                  | 大野郡 有里村              | 大野郡 一色村   | 大野郡 一色村                 | 大野郡 一色村                 | 大野郡 一色村     | 昭和30年 4月1日 本巣郡 糸貫村 | 本巣郡 糸貫村                         | 昭和35年 4月1日 町制 本巣郡 糸貫町 | 本巣郡 糸貫町                      | 本巣郡 糸貫町                                                        | 平成16年 2月1日 本巣市 | 本巣市               |
| 大野郡 随原村     | 大野郡 随原村             | 大野郡 随原村               | 大野郡 随原村                        | 大野郡 随原村     | 大野郡 随原村                  | 大野郡 随原村              | 大野郡 一色村   | 大野郡 一色村                 | 大野郡 一色村                 | 大野郡 一色村     | 昭和30年 4月1日 本巣郡 糸貫村 | 本巣郡 糸貫村                         | 昭和35年 4月1日 町制 本巣郡 糸貫町 | 本巣郡 糸貫町                      | 本巣郡 糸貫町                                                        | 平成16年 2月1日 本巣市 | 本巣市               |
| 本巣郡 見延村     | 本巣郡 見延村             | 本巣郡 見延村               | 本巣郡 見延村                        | 本巣郡 見延村     | 本巣郡 見延村                  | 本巣郡 見延村              | 大野郡 一色村   | 大野郡 一色村                 | 大野郡 一色村                 | 大野郡 一色村     | 昭和30年 4月1日 本巣郡 糸貫村 | 本巣郡 糸貫村                         | 昭和35年 4月1日 町制 本巣郡 糸貫町 | 本巣郡 糸貫町                      | 本巣郡 糸貫町                                                        | 平成16年 2月1日 本巣市 | 本巣市               |
| 本巣郡 長屋村     | 本巣郡 長屋村             | 本巣郡 長屋村               | 本巣郡 長屋村                        | 本巣郡 長屋村     | 本巣郡 長屋村                  | 本巣郡 長屋村              | 大野郡 一色村   | 大野郡 一色村                 | 大野郡 一色村                 | 大野郡 一色村     | 昭和30年 4月1日 本巣郡 糸貫村 | 本巣郡 糸貫村                         | 昭和35年 4月1日 町制 本巣郡 糸貫町 | 本巣郡 糸貫町                      | 本巣郡 糸貫町                                                        | 平成16年 2月1日 本巣市 | 本巣市               |
| 本巣郡 上真桑村   | 本巣郡 上真桑村           | 本巣郡 上真桑村             | 本巣郡 上真桑村                      | 本巣郡 上真桑村   | 本巣郡 上真桑村                | 本巣郡 上真桑村            | 本巣郡 真桑村   | 本巣郡 真桑村                 | 本巣郡 真桑村                 | 本巣郡 真桑村     | 昭和30年 4月1日 本巣郡 真正村 | 本巣郡 真正村                         | 本巣郡 真正村                      | 昭和39年 4月1日 町制 本巣郡 真正町 | 本巣郡 真正町                                                        | 平成16年 2月1日 本巣市 | 本巣市               |
| 本巣郡 下真桑村   | 本巣郡 下真桑村           | 本巣郡 下真桑村             | 本巣郡 下真桑村                      | 本巣郡 下真桑村   | 本巣郡 下真桑村                | 本巣郡 下真桑村            | 本巣郡 真桑村   | 本巣郡 真桑村                 | 本巣郡 真桑村                 | 本巣郡 真桑村     | 昭和30年 4月1日 本巣郡 真正村 | 本巣郡 真正村                         | 本巣郡 真正村                      | 昭和39年 4月1日 町制 本巣郡 真正町 | 本巣郡 真正町                                                        | 平成16年 2月1日 本巣市 | 本巣市               |
| 本巣郡 小柿村     | 本巣郡 小柿村             | 本巣郡 小柿村               | 本巣郡 小柿村                        | 本巣郡 小柿村     | 本巣郡 小柿村                  | 本巣郡 小柿村              | 本巣郡 真桑村   | 本巣郡 真桑村                 | 本巣郡 真桑村                 | 本巣郡 真桑村     | 昭和30年 4月1日 本巣郡 真正村 | 本巣郡 真正村                         | 本巣郡 真正村                      | 昭和39年 4月1日 町制 本巣郡 真正町 | 本巣郡 真正町                                                        | 平成16年 2月1日 本巣市 | 本巣市               |
| 本巣郡 軽海村     | 本巣郡 軽海村             | 本巣郡 軽海村               | 本巣郡 軽海村                        | 本巣郡 軽海村     | 本巣郡 軽海村                  | 本巣郡 軽海村              | 本巣郡 真桑村   | 本巣郡 真桑村                 | 本巣郡 真桑村                 | 本巣郡 真桑村     | 昭和30年 4月1日 本巣郡 真正村 | 本巣郡 真正村                         | 本巣郡 真正村                      | 昭和39年 4月1日 町制 本巣郡 真正町 | 本巣郡 真正町                                                        | 平成16年 2月1日 本巣市 | 本巣市               |
| 本巣郡 宗慶村     | 本巣郡 宗慶村             | 本巣郡 宗慶村               | 本巣郡 宗慶村                        | 本巣郡 宗慶村     | 本巣郡 宗慶村                  | 本巣郡 宗慶村              | 本巣郡 真桑村   | 本巣郡 真桑村                 | 本巣郡 真桑村                 | 本巣郡 真桑村     | 昭和30年 4月1日 本巣郡 真正村 | 本巣郡 真正村                         | 本巣郡 真正村                      | 昭和39年 4月1日 町制 本巣郡 真正町 | 本巣郡 真正町                                                        | 平成16年 2月1日 本巣市 | 本巣市               |
| 本巣郡 十四条村   | 本巣郡 十四条村           | 本巣郡 十四条村             | 本巣郡 十四条村                      | 本巣郡 十四条村   | 本巣郡 十四条村                | 本巣郡 十四条村            | 本巣郡 真桑村   | 本巣郡 真桑村                 | 本巣郡 真桑村                 | 本巣郡 真桑村     | 昭和30年 4月1日 本巣郡 真正村 | 本巣郡 真正村                         | 本巣郡 真正村                      | 昭和39年 4月1日 町制 本巣郡 真正町 | 本巣郡 真正町                                                        | 平成16年 2月1日 本巣市 | 本巣市               |
| 大野郡 政田村     | 大野郡 政田村             | 大野郡 政田村               | 大野郡 政田村                        | 大野郡 政田村     | 大野郡 政田村                  | 大野郡 政田村              | 大野郡 弾正村   | 大野郡 弾正村                 | 大野郡 弾正村                 | 大野郡 弾正村     | 昭和30年 4月1日 本巣郡 真正村 | 本巣郡 真正村                         | 本巣郡 真正村                      | 昭和39年 4月1日 町制 本巣郡 真正町 | 本巣郡 真正町                                                        | 平成16年 2月1日 本巣市 | 本巣市               |
| 大野郡 国領村     | 大野郡 国領村             | 大野郡 国領村               | 大野郡 国領村                        | 大野郡 国領村     | 大野郡 国領村                  | 大野郡 政田村              | 大野郡 弾正村   | 大野郡 弾正村                 | 大野郡 弾正村                 | 大野郡 弾正村     | 昭和30年 4月1日 本巣郡 真正村 | 本巣郡 真正村                         | 本巣郡 真正村                      | 昭和39年 4月1日 町制 本巣郡 真正町 | 本巣郡 真正町                                                        | 平成16年 2月1日 本巣市 | 本巣市               |
| 大野郡 浅木村     | 大野郡 浅木村             | 大野郡 浅木村               | 大野郡 浅木村                        | 大野郡 浅木村     | 大野郡 浅木村                  | 大野郡 浅木村              | 大野郡 弾正村   | 大野郡 弾正村                 | 大野郡 弾正村                 | 大野郡 弾正村     | 昭和30年 4月1日 本巣郡 真正村 | 本巣郡 真正村                         | 本巣郡 真正村                      | 昭和39年 4月1日 町制 本巣郡 真正町 | 本巣郡 真正町                                                        | 平成16年 2月1日 本巣市 | 本巣市               |
| 大野郡 温井村     | 大野郡 温井村             | 大野郡 温井村               | 大野郡 温井村                        | 大野郡 温井村     | 大野郡 温井村                  | 大野郡 温井村              | 大野郡 弾正村   | 大野郡 弾正村                 | 大野郡 弾正村                 | 大野郡 弾正村     | 昭和30年 4月1日 本巣郡 真正村 | 本巣郡 真正村                         | 本巣郡 真正村                      | 昭和39年 4月1日 町制 本巣郡 真正町 | 本巣郡 真正町                                                        | 平成16年 2月1日 本巣市 | 本巣市               |
| 大野郡 海老村     | 大野郡 海老村             | 大野郡 海老村               | 大野郡 海老村                        | 大野郡 海老村     | 大野郡 海老村                  | 大野郡 海老村              | 大野郡 弾正村   | 大野郡 弾正村                 | 大野郡 弾正村                 | 大野郡 弾正村     | 昭和30年 4月1日 本巣郡 真正村 | 本巣郡 真正村                         | 本巣郡 真正村                      | 昭和39年 4月1日 町制 本巣郡 真正町 | 本巣郡 真正町                                                        | 平成16年 2月1日 本巣市 | 本巣市               |
| 大野郡 下福島村   | 大野郡 下福島村           | 大野郡 下福島村             | 大野郡 下福島村                      | 大野郡 下福島村   | 大野郡 下福島村                | 大野郡 下福島村            | 大野郡 弾正村   | 大野郡 弾正村                 | 大野郡 弾正村                 | 大野郡 弾正村     | 昭和30年 4月1日 本巣郡 真正村 | 本巣郡 真正村                         | 本巣郡 真正村                      | 昭和39年 4月1日 町制 本巣郡 真正町 | 本巣郡 真正町                                                        | 平成16年 2月1日 本巣市 | 本巣市               |
| 大野郡 高尾村     | 大野郡 高尾村             | 大野郡 高尾村               | 大野郡 高尾村                        | 大野郡 高尾村     | 大野郡 高尾村                  | 大野郡 西根尾村            | 本巣郡 西根尾村 | 明治37年 4月1日 本巣郡 根尾村 | 本巣郡 根尾村                 | 本巣郡 根尾村     | 本巣郡 根尾村                 | 本巣郡 根尾村                         | 本巣郡 根尾村                      | 本巣郡 根尾村                      | 本巣郡 根尾村                                                        | 平成16年 2月1日 本巣市 | 本巣市               |
| 大野郡 大井村     | 大野郡 大井村             | 大野郡 大井村               | 大野郡 大井村                        | 大野郡 大井村     | 大野郡 大井村                  | 大野郡 西根尾村            | 本巣郡 西根尾村 | 明治37年 4月1日 本巣郡 根尾村 | 本巣郡 根尾村                 | 本巣郡 根尾村     | 本巣郡 根尾村                 | 本巣郡 根尾村                         | 本巣郡 根尾村                      | 本巣郡 根尾村                      | 本巣郡 根尾村                                                        | 平成16年 2月1日 本巣市 | 本巣市               |
| 大野郡 大河原村   | 大野郡 大河原村           | 大野郡 大河原村             | 大野郡 大河原村                      | 大野郡 大河原村   | 大野郡 大河原村                | 大野郡 西根尾村            | 本巣郡 西根尾村 | 明治37年 4月1日 本巣郡 根尾村 | 本巣郡 根尾村                 | 本巣郡 根尾村     | 本巣郡 根尾村                 | 本巣郡 根尾村                         | 本巣郡 根尾村                      | 本巣郡 根尾村                      | 本巣郡 根尾村                                                        | 平成16年 2月1日 本巣市 | 本巣市               |
| 大野郡 能郷村     | 大野郡 能郷村             | 大野郡 能郷村               | 大野郡 能郷村                        | 大野郡 能郷村     | 大野郡 能郷村                  | 大野郡 西根尾村            | 本巣郡 西根尾村 | 明治37年 4月1日 本巣郡 根尾村 | 本巣郡 根尾村                 | 本巣郡 根尾村     | 本巣郡 根尾村                 | 本巣郡 根尾村                         | 本巣郡 根尾村                      | 本巣郡 根尾村                      | 本巣郡 根尾村                                                        | 平成16年 2月1日 本巣市 | 本巣市               |
| 大野郡 水鳥村     | 大野郡 水鳥村             | 大野郡 水鳥村               | 大野郡 水鳥村                        | 大野郡 水鳥村     | 大野郡 水鳥村                  | 大野郡 西根尾村            | 本巣郡 西根尾村 | 明治37年 4月1日 本巣郡 根尾村 | 本巣郡 根尾村                 | 本巣郡 根尾村     | 本巣郡 根尾村                 | 本巣郡 根尾村                         | 本巣郡 根尾村                      | 本巣郡 根尾村                      | 本巣郡 根尾村                                                        | 平成16年 2月1日 本巣市 | 本巣市               |
| 大野郡 宇津志村   | 大野郡 宇津志村           | 大野郡 宇津志村             | 大野郡 宇津志村                      | 大野郡 宇津志村   | 大野郡 宇津志村                | 大野郡 西根尾村            | 本巣郡 西根尾村 | 明治37年 4月1日 本巣郡 根尾村 | 本巣郡 根尾村                 | 本巣郡 根尾村     | 本巣郡 根尾村                 | 本巣郡 根尾村                         | 本巣郡 根尾村                      | 本巣郡 根尾村                      | 本巣郡 根尾村                                                        | 平成16年 2月1日 本巣市 | 本巣市               |
| 本巣郡 長嶺村     | 本巣郡 長嶺村             | 本巣郡 長嶺村               | 本巣郡 長嶺村                        | 本巣郡 長嶺村     | 本巣郡 長嶺村                  | 本巣郡 長嶺村              | 本巣郡 中根尾村 | 明治37年 4月1日 本巣郡 根尾村 | 本巣郡 根尾村                 | 本巣郡 根尾村     | 本巣郡 根尾村                 | 本巣郡 根尾村                         | 本巣郡 根尾村                      | 本巣郡 根尾村                      | 本巣郡 根尾村                                                        | 平成16年 2月1日 本巣市 | 本巣市               |
| 本巣郡 市場村     | 本巣郡 市場村             | 本巣郡 市場村               | 本巣郡 市場村                        | 本巣郡 市場村     | 本巣郡 市場村                  | 本巣郡 市場村              | 本巣郡 中根尾村 | 明治37年 4月1日 本巣郡 根尾村 | 本巣郡 根尾村                 | 本巣郡 根尾村     | 本巣郡 根尾村                 | 本巣郡 根尾村                         | 本巣郡 根尾村                      | 本巣郡 根尾村                      | 本巣郡 根尾村                                                        | 平成16年 2月1日 本巣市 | 本巣市               |
| 本巣郡 神所村     | 本巣郡 神所村             | 本巣郡 神所村               | 本巣郡 神所村                        | 本巣郡 神所村     | 本巣郡 神所村                  | 本巣郡 神所村              | 本巣郡 中根尾村 | 明治37年 4月1日 本巣郡 根尾村 | 本巣郡 根尾村                 | 本巣郡 根尾村     | 本巣郡 根尾村                 | 本巣郡 根尾村                         | 本巣郡 根尾村                      | 本巣郡 根尾村                      | 本巣郡 根尾村                                                        | 平成16年 2月1日 本巣市 | 本巣市               |
| 本巣郡 中村       | 本巣郡 中村               | 本巣郡 中村                 | 本巣郡 中村                          | 本巣郡 中村       | 本巣郡 中村                    | 本巣郡 中村                | 本巣郡 中根尾村 | 明治37年 4月1日 本巣郡 根尾村 | 本巣郡 根尾村                 | 本巣郡 根尾村     | 本巣郡 根尾村                 | 本巣郡 根尾村                         | 本巣郡 根尾村                      | 本巣郡 根尾村                      | 本巣郡 根尾村                                                        | 平成16年 2月1日 本巣市 | 本巣市               |
| 本巣郡 越卒村     | 本巣郡 越卒村             | 本巣郡 越卒村               | 本巣郡 越卒村                        | 本巣郡 越卒村     | 本巣郡 越卒村                  | 本巣郡 越卒村              | 本巣郡 中根尾村 | 明治37年 4月1日 本巣郡 根尾村 | 本巣郡 根尾村                 | 本巣郡 根尾村     | 本巣郡 根尾村                 | 本巣郡 根尾村                         | 本巣郡 根尾村                      | 本巣郡 根尾村                      | 本巣郡 根尾村                                                        | 平成16年 2月1日 本巣市 | 本巣市               |
| 本巣郡 門脇村     | 本巣郡 門脇村             | 本巣郡 門脇村               | 本巣郡 門脇村                        | 本巣郡 門脇村     | 本巣郡 門脇村                  | 本巣郡 門脇村              | 本巣郡 中根尾村 | 明治37年 4月1日 本巣郡 根尾村 | 本巣郡 根尾村                 | 本巣郡 根尾村     | 本巣郡 根尾村                 | 本巣郡 根尾村                         | 本巣郡 根尾村                      | 本巣郡 根尾村                      | 本巣郡 根尾村                                                        | 平成16年 2月1日 本巣市 | 本巣市               |
| 本巣郡 天神堂村   | 本巣郡 天神堂村           | 本巣郡 天神堂村             | 本巣郡 天神堂村                      | 本巣郡 天神堂村   | 本巣郡 天神堂村                | 本巣郡 天神堂村            | 本巣郡 中根尾村 | 明治37年 4月1日 本巣郡 根尾村 | 本巣郡 根尾村                 | 本巣郡 根尾村     | 本巣郡 根尾村                 | 本巣郡 根尾村                         | 本巣郡 根尾村                      | 本巣郡 根尾村                      | 本巣郡 根尾村                                                        | 平成16年 2月1日 本巣市 | 本巣市               |
| 本巣郡 長島村     | 本巣郡 長島村             | 本巣郡 長島村               | 本巣郡 長島村                        | 本巣郡 長島村     | 本巣郡 長島村                  | 本巣郡 長島村              | 本巣郡 中根尾村 | 明治37年 4月1日 本巣郡 根尾村 | 本巣郡 根尾村                 | 本巣郡 根尾村     | 本巣郡 根尾村                 | 本巣郡 根尾村                         | 本巣郡 根尾村                      | 本巣郡 根尾村                      | 本巣郡 根尾村                                                        | 平成16年 2月1日 本巣市 | 本巣市               |
| 本巣郡 黒津村     | 本巣郡 黒津村             | 本巣郡 黒津村               | 本巣郡 黒津村                        | 本巣郡 黒津村     | 本巣郡 黒津村                  | 本巣郡 黒津村              | 本巣郡 中根尾村 | 明治37年 4月1日 本巣郡 根尾村 | 本巣郡 根尾村                 | 本巣郡 根尾村     | 本巣郡 根尾村                 | 本巣郡 根尾村                         | 本巣郡 根尾村                      | 本巣郡 根尾村                      | 本巣郡 根尾村                                                        | 平成16年 2月1日 本巣市 | 本巣市               |
| 本巣郡 越波村     | 本巣郡 越波村             | 本巣郡 越波村               | 本巣郡 越波村                        | 本巣郡 越波村     | 本巣郡 越波村                  | 本巣郡 越波村              | 本巣郡 中根尾村 | 明治37年 4月1日 本巣郡 根尾村 | 本巣郡 根尾村                 | 本巣郡 根尾村     | 本巣郡 根尾村                 | 本巣郡 根尾村                         | 本巣郡 根尾村                      | 本巣郡 根尾村                      | 本巣郡 根尾村                                                        | 平成16年 2月1日 本巣市 | 本巣市               |
| 本巣郡 東板屋村   | 本巣郡 東板屋村           | 本巣郡 東板屋村             | 本巣郡 東板屋村                      | 本巣郡 東板屋村   | 本巣郡 東板屋村                | 本巣郡 板屋村              | 本巣郡 東根尾村 | 明治37年 4月1日 本巣郡 根尾村 | 本巣郡 根尾村                 | 本巣郡 根尾村     | 本巣郡 根尾村                 | 本巣郡 根尾村                         | 本巣郡 根尾村                      | 本巣郡 根尾村                      | 本巣郡 根尾村                                                        | 平成16年 2月1日 本巣市 | 本巣市               |
| 本巣郡 西板屋村   | 本巣郡 西板屋村           | 本巣郡 西板屋村             | 本巣郡 西板屋村                      | 本巣郡 西板屋村   | 本巣郡 西板屋村                | 本巣郡 板屋村              | 本巣郡 東根尾村 | 明治37年 4月1日 本巣郡 根尾村 | 本巣郡 根尾村                 | 本巣郡 根尾村     | 本巣郡 根尾村                 | 本巣郡 根尾村                         | 本巣郡 根尾村                      | 本巣郡 根尾村                      | 本巣郡 根尾村                                                        | 平成16年 2月1日 本巣市 | 本巣市               |
| 本巣郡 西小鹿村   | 本巣郡 西小鹿村           | 明治8年6月 本巣郡 小鹿村    | 本巣郡 小鹿村                        | 本巣郡 小鹿村     | 本巣郡 小鹿村                  | 本巣郡 小鹿村              | 本巣郡 東根尾村 | 明治37年 4月1日 本巣郡 根尾村 | 本巣郡 根尾村                 | 本巣郡 根尾村     | 本巣郡 根尾村                 | 本巣郡 根尾村                         | 本巣郡 根尾村                      | 本巣郡 根尾村                      | 本巣郡 根尾村                                                        | 平成16年 2月1日 本巣市 | 本巣市               |
| 本巣郡 東小鹿村   | 本巣郡 東小鹿村           | 明治8年6月 本巣郡 小鹿村    | 本巣郡 小鹿村                        | 本巣郡 小鹿村     | 本巣郡 小鹿村                  | 本巣郡 小鹿村              | 本巣郡 東根尾村 | 明治37年 4月1日 本巣郡 根尾村 | 本巣郡 根尾村                 | 本巣郡 根尾村     | 本巣郡 根尾村                 | 本巣郡 根尾村                         | 本巣郡 根尾村                      | 本巣郡 根尾村                      | 本巣郡 根尾村                                                        | 平成16年 2月1日 本巣市 | 本巣市               |
| 本巣郡 松田村     | 本巣郡 松田村             | 本巣郡 松田村               | 本巣郡 松田村                        | 本巣郡 松田村     | 本巣郡 松田村                  | 本巣郡 松田村              | 本巣郡 東根尾村 | 明治37年 4月1日 本巣郡 根尾村 | 本巣郡 根尾村                 | 本巣郡 根尾村     | 本巣郡 根尾村                 | 本巣郡 根尾村                         | 本巣郡 根尾村                      | 本巣郡 根尾村                      | 本巣郡 根尾村                                                        | 平成16年 2月1日 本巣市 | 本巣市               |
| 本巣郡 上大須村   | 本巣郡 上大須村           | 本巣郡 上大須村             | 本巣郡 上大須村                      | 本巣郡 上大須村   | 本巣郡 上大須村                | 本巣郡 上大須村            | 本巣郡 東根尾村 | 明治37年 4月1日 本巣郡 根尾村 | 本巣郡 根尾村                 | 本巣郡 根尾村     | 本巣郡 根尾村                 | 本巣郡 根尾村                         | 本巣郡 根尾村                      | 本巣郡 根尾村                      | 本巣郡 根尾村                                                        | 平成16年 2月1日 本巣市 | 本巣市               |
| 本巣郡 下大須村   | 本巣郡 下大須村           | 本巣郡 下大須村             | 本巣郡 下大須村                      | 本巣郡 上大須村   | 本巣郡 上大須村                | 本巣郡 下大須村            | 本巣郡 東根尾村 | 明治37年 4月1日 本巣郡 根尾村 | 本巣郡 根尾村                 | 本巣郡 根尾村     | 本巣郡 根尾村                 | 本巣郡 根尾村                         | 本巣郡 根尾村                      | 本巣郡 根尾村                      | 本巣郡 根尾村                                                        | 平成16年 2月1日 本巣市 | 本巣市               |
| 本巣郡 板所村     | 本巣郡 板所村             | 本巣郡 板所村               | 本巣郡 板所村                        | 本巣郡 板所村     | 本巣郡 板所村                  | 本巣郡 板所村              | 本巣郡 東根尾村 | 明治37年 4月1日 本巣郡 根尾村 | 本巣郡 根尾村                 | 本巣郡 根尾村     | 本巣郡 根尾村                 | 本巣郡 根尾村                         | 本巣郡 根尾村                      | 本巣郡 根尾村                      | 本巣郡 根尾村                                                        | 平成16年 2月1日 本巣市 | 本巣市               |
| 本巣郡 平野村     | 本巣郡 平野村             | 本巣郡 平野村               | 本巣郡 平野村                        | 本巣郡 平野村     | 本巣郡 平野村                  | 本巣郡 板所村              | 本巣郡 東根尾村 | 明治37年 4月1日 本巣郡 根尾村 | 本巣郡 根尾村                 | 本巣郡 根尾村     | 本巣郡 根尾村                 | 本巣郡 根尾村                         | 本巣郡 根尾村                      | 本巣郡 根尾村                      | 本巣郡 根尾村                                                        | 平成16年 2月1日 本巣市 | 本巣市               |
| 本巣郡 樽見村     | 本巣郡 樽見村             | 本巣郡 樽見村               | 本巣郡 樽見村                        | 本巣郡 樽見村     | 本巣郡 樽見村                  | 本巣郡 板所村              | 本巣郡 東根尾村 | 明治37年 4月1日 本巣郡 根尾村 | 本巣郡 根尾村                 | 本巣郡 根尾村     | 本巣郡 根尾村                 | 本巣郡 根尾村                         | 本巣郡 根尾村                      | 本巣郡 根尾村                      | 本巣郡 根尾村                                                        | 平成16年 2月1日 本巣市 | 本巣市               |
| 本巣郡 口谷村     | 本巣郡 口谷村             | 本巣郡 口谷村               | 本巣郡 口谷村                        | 本巣郡 口谷村     | 本巣郡 口谷村                  | 本巣郡 口谷村              | 本巣郡 東根尾村 | 明治37年 4月1日 本巣郡 根尾村 | 本巣郡 根尾村                 | 本巣郡 根尾村     | 本巣郡 根尾村                 | 本巣郡 根尾村                         | 本巣郡 根尾村                      | 本巣郡 根尾村                      | 本巣郡 根尾村                                                        | 平成16年 2月1日 本巣市 | 本巣市               |
| 奥谷村            | 奥谷村                    | 奥谷村                      | 奥谷村                               | 奥谷村            | 奥谷村                         | 奥谷村                     | 本巣郡 東根尾村 | 明治37年 4月1日 本巣郡 根尾村 | 本巣郡 根尾村                 | 本巣郡 根尾村     | 本巣郡 根尾村                 | 本巣郡 根尾村                         | 本巣郡 根尾村                      | 本巣郡 根尾村                      | 本巣郡 根尾村                                                        | 平成16年 2月1日 本巣市 | 本巣市               |
| 本巣郡 山口村     | 本巣郡 山口村             | 本巣郡 山口村               | 本巣郡 山口村                        | 本巣郡 山口村     | 本巣郡 山口村                  | 本巣郡 山口村              | 本巣郡 山添村   | 本巣郡 山添村                 | 昭和25年 6月1日 本巣郡 本巣村 | 本巣郡 本巣村     | 本巣郡 本巣村                 | 昭和31年 9月30日 本巣郡 本巣村        | 本巣郡 本巣村                      | 昭和35年 4月1日 町制 本巣郡 本巣町 | 本巣郡 本巣町 ※昭和44年 2月1日 旧・川内村の 伊洞地区が 岐阜市 に編入 | 平成16年 2月1日 本巣市 | 本巣市               |
| 本巣郡 曽井中島村 | 本巣郡 曽井中島村         | 本巣郡 曽井中島村           | 本巣郡 曽井中島村                    | 本巣郡 曽井中島村 | 本巣郡 曽井中島村              | 本巣郡 曽井中島村          | 本巣郡 山添村   | 本巣郡 山添村                 | 昭和25年 6月1日 本巣郡 本巣村 | 本巣郡 本巣村     | 本巣郡 本巣村                 | 昭和31年 9月30日 本巣郡 本巣村        | 本巣郡 本巣村                      | 昭和35年 4月1日 町制 本巣郡 本巣町 | 本巣郡 本巣町 ※昭和44年 2月1日 旧・川内村の 伊洞地区が 岐阜市 に編入 | 平成16年 2月1日 本巣市 | 本巣市               |
| 本巣郡 文殊村     | 本巣郡 文殊村             | 本巣郡 文殊村               | 本巣郡 文殊村                        | 本巣郡 文殊村     | 本巣郡 文殊村                  | 本巣郡 文殊村              | 本巣郡 文殊村   | 本巣郡 文殊村                 | 昭和25年 6月1日 本巣郡 本巣村 | 本巣郡 本巣村     | 本巣郡 本巣村                 | 昭和31年 9月30日 本巣郡 本巣村        | 本巣郡 本巣村                      | 昭和35年 4月1日 町制 本巣郡 本巣町 | 本巣郡 本巣町 ※昭和44年 2月1日 旧・川内村の 伊洞地区が 岐阜市 に編入 | 平成16年 2月1日 本巣市 | 本巣市               |
| 本巣郡 法林寺村   | 本巣郡 法林寺村           | 本巣郡 法林寺村             | 本巣郡 法林寺村                      | 本巣郡 法林寺村   | 本巣郡 法林寺村                | 本巣郡 文殊村              | 本巣郡 文殊村   | 本巣郡 文殊村                 | 昭和25年 6月1日 本巣郡 本巣村 | 本巣郡 本巣村     | 本巣郡 本巣村                 | 昭和31年 9月30日 本巣郡 本巣村        | 本巣郡 本巣村                      | 昭和35年 4月1日 町制 本巣郡 本巣町 | 本巣郡 本巣町 ※昭和44年 2月1日 旧・川内村の 伊洞地区が 岐阜市 に編入 | 平成16年 2月1日 本巣市 | 本巣市               |
| 本巣郡 木知原村   | 本巣郡 木知原村           | 本巣郡 木知原村             | 本巣郡 木知原村                      | 本巣郡 木知原村   | 本巣郡 木知原村                | 本巣郡 木知原村            | 本巣郡 外山村   | 本巣郡 外山村                 | 本巣郡 外山村                 | 本巣郡 外山村     | 本巣郡 外山村                 | 昭和31年 9月30日 本巣郡 本巣村        | 本巣郡 本巣村                      | 昭和35年 4月1日 町制 本巣郡 本巣町 | 本巣郡 本巣町 ※昭和44年 2月1日 旧・川内村の 伊洞地区が 岐阜市 に編入 | 平成16年 2月1日 本巣市 | 本巣市               |
| 本巣郡 神海村     | 本巣郡 神海村             | 本巣郡 神海村               | 本巣郡 神海村                        | 本巣郡 神海村     | 本巣郡 神海村                  | 本巣郡 神海村              | 本巣郡 外山村   | 本巣郡 外山村                 | 本巣郡 外山村                 | 本巣郡 外山村     | 本巣郡 外山村                 | 昭和31年 9月30日 本巣郡 本巣村        | 本巣郡 本巣村                      | 昭和35年 4月1日 町制 本巣郡 本巣町 | 本巣郡 本巣町 ※昭和44年 2月1日 旧・川内村の 伊洞地区が 岐阜市 に編入 | 平成16年 2月1日 本巣市 | 本巣市               |
| 本巣郡 佐原村     | 本巣郡 佐原村             | 本巣郡 佐原村               | 本巣郡 佐原村                        | 本巣郡 佐原村     | 本巣郡 佐原村                  | 本巣郡 佐原村              | 本巣郡 外山村   | 本巣郡 外山村                 | 本巣郡 外山村                 | 本巣郡 外山村     | 本巣郡 外山村                 | 昭和31年 9月30日 本巣郡 本巣村        | 本巣郡 本巣村                      | 昭和35年 4月1日 町制 本巣郡 本巣町 | 本巣郡 本巣町 ※昭和44年 2月1日 旧・川内村の 伊洞地区が 岐阜市 に編入 | 平成16年 2月1日 本巣市 | 本巣市               |
| 本巣郡 金原村     | 本巣郡 金原村             | 本巣郡 金原村               | 本巣郡 金原村                        | 本巣郡 金原村     | 本巣郡 金原村                  | 本巣郡 金原村              | 本巣郡 外山村   | 本巣郡 外山村                 | 本巣郡 外山村                 | 本巣郡 外山村     | 本巣郡 外山村                 | 昭和31年 9月30日 本巣郡 本巣村        | 本巣郡 本巣村                      | 昭和35年 4月1日 町制 本巣郡 本巣町 | 本巣郡 本巣町 ※昭和44年 2月1日 旧・川内村の 伊洞地区が 岐阜市 に編入 | 平成16年 2月1日 本巣市 | 本巣市               |
| 本巣郡 金原村     | 本巣郡 金原村             | 本巣郡 金原村               | 本巣郡 金原村                        | 本巣郡 金原村     | 明治18年9月 分立 本巣郡 日当村 | 本巣郡 日当村              | 本巣郡 外山村   | 本巣郡 外山村                 | 本巣郡 外山村                 | 本巣郡 外山村     | 本巣郡 外山村                 | 昭和31年 9月30日 本巣郡 本巣村        | 本巣郡 本巣村                      | 昭和35年 4月1日 町制 本巣郡 本巣町 | 本巣郡 本巣町 ※昭和44年 2月1日 旧・川内村の 伊洞地区が 岐阜市 に編入 | 平成16年 2月1日 本巣市 | 本巣市               |
| 本巣郡 木倉村     | 明治7年 9月 本巣郡 外山村 | 本巣郡 外山村               | 本巣郡 外山村                        | 本巣郡 外山村     | 本巣郡 外山村                  | 本巣郡 外山村              | 本巣郡 外山村   | 本巣郡 外山村                 | 本巣郡 外山村                 | 本巣郡 外山村     | 本巣郡 外山村                 | 昭和31年 9月30日 本巣郡 本巣村        | 本巣郡 本巣村                      | 昭和35年 4月1日 町制 本巣郡 本巣町 | 本巣郡 本巣町 ※昭和44年 2月1日 旧・川内村の 伊洞地区が 岐阜市 に編入 | 平成16年 2月1日 本巣市 | 本巣市               |
| 本巣郡 川内村     | 明治7年 9月 本巣郡 外山村 | 本巣郡 外山村               | 本巣郡 外山村                        | 本巣郡 外山村     | 本巣郡 外山村                  | 本巣郡 外山村              | 本巣郡 外山村   | 本巣郡 外山村                 | 本巣郡 外山村                 | 本巣郡 外山村     | 本巣郡 外山村                 | 昭和31年 9月30日 本巣郡 本巣村        | 本巣郡 本巣村                      | 昭和35年 4月1日 町制 本巣郡 本巣町 | 本巣郡 本巣町 ※昭和44年 2月1日 旧・川内村の 伊洞地区が 岐阜市 に編入 | 平成16年 2月1日 本巣市 | 本巣市               |

## 人口
| |                                        |  |
| 本巣市と全国の年齢別人口分布（2005年） | 本巣市の年齢・男女別人口分布（2005年） |  |
| ■紫色 ― 本巣市 ■緑色 ― 日本全国 | ■青色 ― 男性 ■赤色 ― 女性              |  |
| 本巣市（に相当する地域）の人口の推移 \| 1970年（昭和45年） \| 24,943人 \| \| \| 1975年（昭和50年） \| 26,197人 \| \| \| 1980年（昭和55年） \| 28,245人 \| \| \| 1985年（昭和60年） \| 31,315人 \| \| \| 1990年（平成2年） \| 32,828人 \| \| \| 1995年（平成7年） \| 33,297人 \| \| \| 2000年（平成12年） \| 33,900人 \| \| \| 2005年（平成17年） \| 34,603人 \| \| \| 2010年（平成22年） \| 35,047人 \| \| \| 2015年（平成27年） \| 33,995人 \| \| \| 2020年（令和2年） \| 32,928人 \| \| |                                        |  |
| 総務省統計局 国勢調査より |                                        |  |
| 1970年（昭和45年） | 24,943人                               |  |
| 1975年（昭和50年） | 26,197人                               |  |
| 1980年（昭和55年） | 28,245人                               |  |
| 1985年（昭和60年） | 31,315人                               |  |
| 1990年（平成2年） | 32,828人                               |  |
| 1995年（平成7年） | 33,297人                               |  |
| 2000年（平成12年） | 33,900人                               |  |
| 2005年（平成17年） | 34,603人                               |  |
| 2010年（平成22年） | 35,047人                               |  |
| 2015年（平成27年） | 33,995人                               |  |
| 2020年（令和2年） | 32,928人                               |  |

## 行政
- 市長：藤原勉（2008年3月7日就任、2024年3月7日現在[3] 5期目）

歴代市長は以下の通り。
| 代             | 氏名     | 就任日       | 退任日       | 備考       |
| -------------- | -------- | ------------ | ------------ | ---------- |
| 市長職務執行者 | 矢野勝   | 2004年2月1日 | 2004年3月7日 | 旧真正町長 |
| 初代           | 内藤正行 | 2004年3月7日 | 2008年3月6日 | 旧糸貫町長 |
| 2代            | 藤原勉   | 2008年3月7日 | 現職         |            |

### 市役所
本巣市の発足時から本庁舎を旧・本巣町役場とし、旧町村役場庁舎を活用した分庁舎（根尾、糸貫・真正）方式を採ってたが、2024年（令和6年）7月16日から本巣市早野に建設された新庁舎に統合され、分庁舎は根尾地区の根尾分庁舎のみとなった。

## 議会

### 市議会
議員定数は16人である。
2004年2月の合併から2005年9月までは合併特例法の在任特例により49人で、その後は21人であった。定数削減が行われ、2009年9月から18人、2017年10月から16人。

### 衆議院
- 選挙区：岐阜3区 （関市、美濃市、羽島市、各務原市、山県市、瑞穂市、本巣市、羽島郡、本巣郡）
- 任期：2024年10月27日 - 2028年10月26日
- 投票日：2024年10月27日
- 当日有権者数：406,711人
- 投票率：53.17％

| 当落 | 候補者名 | 年齢 | 所属党派     | 新旧別 | 得票数   | 重複 |
| ---- | -------- | ---- | ------------ | ------ | -------- | ---- |
| 当   | 武藤容治 | 69   | 自由民主党   | 前     | 98,370票 | ○    |
| 比当 | 仙田晃宏 | 42   | 国民民主党   | 新     | 64,039票 | ○    |
| 比当 | 阪口直人 | 61   | れいわ新選組 | 元     | 48,002票 | ○    |

## 施設

### 美術館・博物館
- 地震断層観察館・体験館
- 本巣民俗資料館
- さくら資料館
- 古墳と柿の館

### 警察
- 北方警察署（北方町）管内
  - 真正交番
  - 本巣交番
  - 根尾駐在所

### 体育施設
- 本巣市民スポーツプラザ

### 図書館
- しんせい ほんの森（本巣市図書館）
  - 根尾図書室
  - 糸貫図書室
  - 本巣図書室

### 文化施設
- 本巣市民文化ホール

## 経済

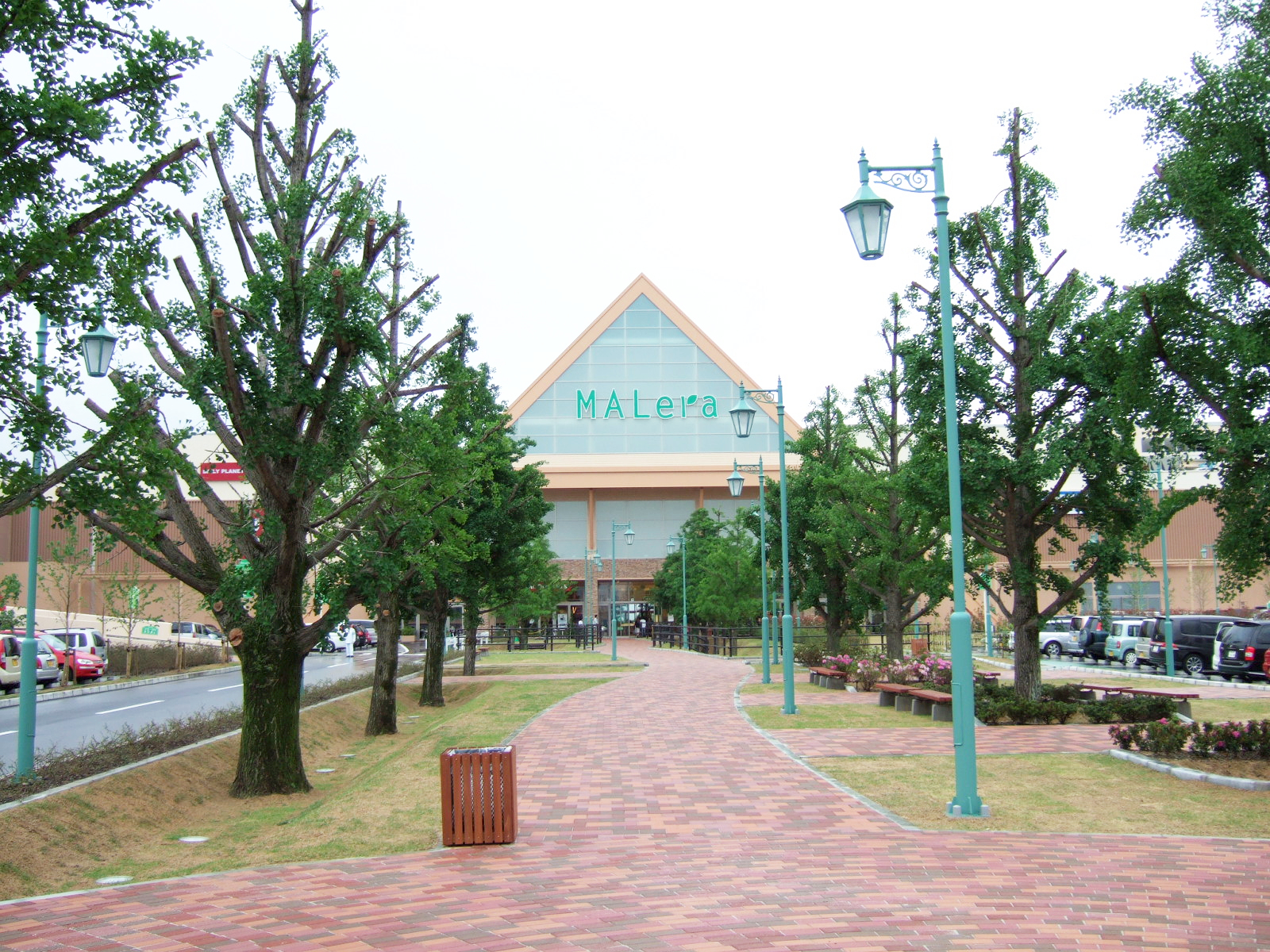
モレラ岐阜

市の南部は岐阜市に隣接する上、瑞穂市のJR穂積駅に車で20分ほどのため住宅地や企業の工場等があり、旧真正町と旧糸貫町の面積を合わせると市全域の1割にも満たないのに対し、人口は約7割を占めるなど人口密度は比較的高い。一方で市の北部旧根尾村区域では山が全くない旧真正町区域とは対照的で、大半を山林が占め、樽見以北にはほとんど集落が存在しない。

### 主な企業
- 浪速製菓（こんぶ飴）
- レシップ（電装機器）
- アムト（製缶、配管材料）
- 岐阜工業（トンネル建設機械）
- 敷島産業（食品）
- 長良化学工業（洗剤、芳香剤）
- ロイヤルグリーン（農業。セントポーリア生産日本一）
- セントラルローズ（農業。ミニバラ生産販売）
- 森松工業（建築設備・上水道用タンク、食品・薬品用プラントタンク製造、宇宙航空開発）

### 主な商業施設
- モレラ岐阜
- イオンタウン本巣
- LCワールド本巣

## 姉妹都市・提携都市

### 日本国内
友好都市
- 越前市（福井県）
1994年(平成6年) 旧根尾村（本巣市）の淡墨桜と旧今立町（越前市）の薄墨桜が縁で姉妹都市提携。

## 交通

### 鉄道
市の中心となる駅：本巣駅
樽見鉄道

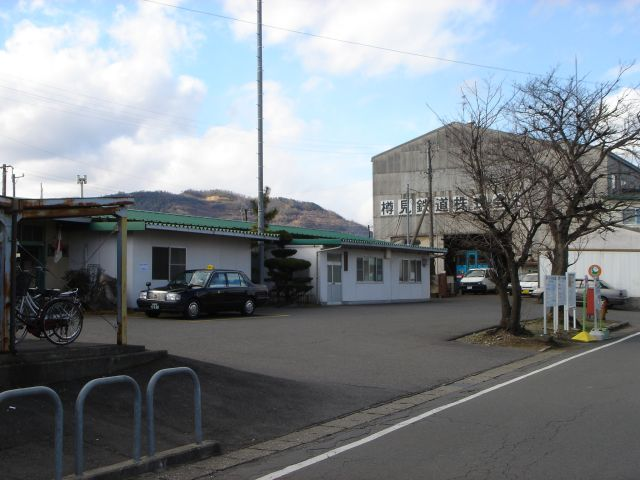
本巣駅

■樽見線：北方真桑駅 - モレラ岐阜駅 - 糸貫駅 - 本巣駅 - 織部駅 - 木知原駅 - （揖斐川町） - 神海駅 - （揖斐川町） - 鍋原駅 - 日当駅 - 高尾駅 - 水鳥駅 - 樽見駅

#### 廃止された鉄道
名古屋鉄道
名鉄揖斐線(2005年3月廃止)：八ツ又駅 - 真桑駅 - 政田駅

### バス
- 岐阜バス
- 本巣市市営バス（もとバス、ササユリ、根尾地域自主運行バスを統合・再編したもの）

### 道路
高速道路
- C3 東海環状自動車道

（岐阜市）- (14)本巣IC - 本巣PA（事業中）-（揖斐郡大野町）
国道
- 国道157号
- 国道303号
- 国道418号

県道
- 岐阜県道23号北方多度線
- 岐阜県道40号山東本巣線
- 岐阜県道53号岐阜関ケ原線
- 岐阜県道78号岐阜大野線
- 岐阜県道79号関本巣線
- 岐阜県道156号曽井中島美江寺大垣線
- 岐阜県道159号北方真正大野線
- 岐阜県道167号金原上西郷線
- 岐阜県道168号屋井黒野線
- 岐阜県道169号石神七五三線
- 岐阜県道170号田之上屋井線
- 岐阜県道173号文殊茶屋新田線
- 岐阜県道255号根尾谷汲大野線
- 岐阜県道270号藤橋根尾線

### 道の駅
- 織部の里もとす
- 富有柿の里いとぬき

## 通信
- 市外局番は旧本巣町と旧根尾村の地域が0581（高富MA）、旧糸貫町と旧真正町の地域が058（岐阜MA）となっている。

## 教育

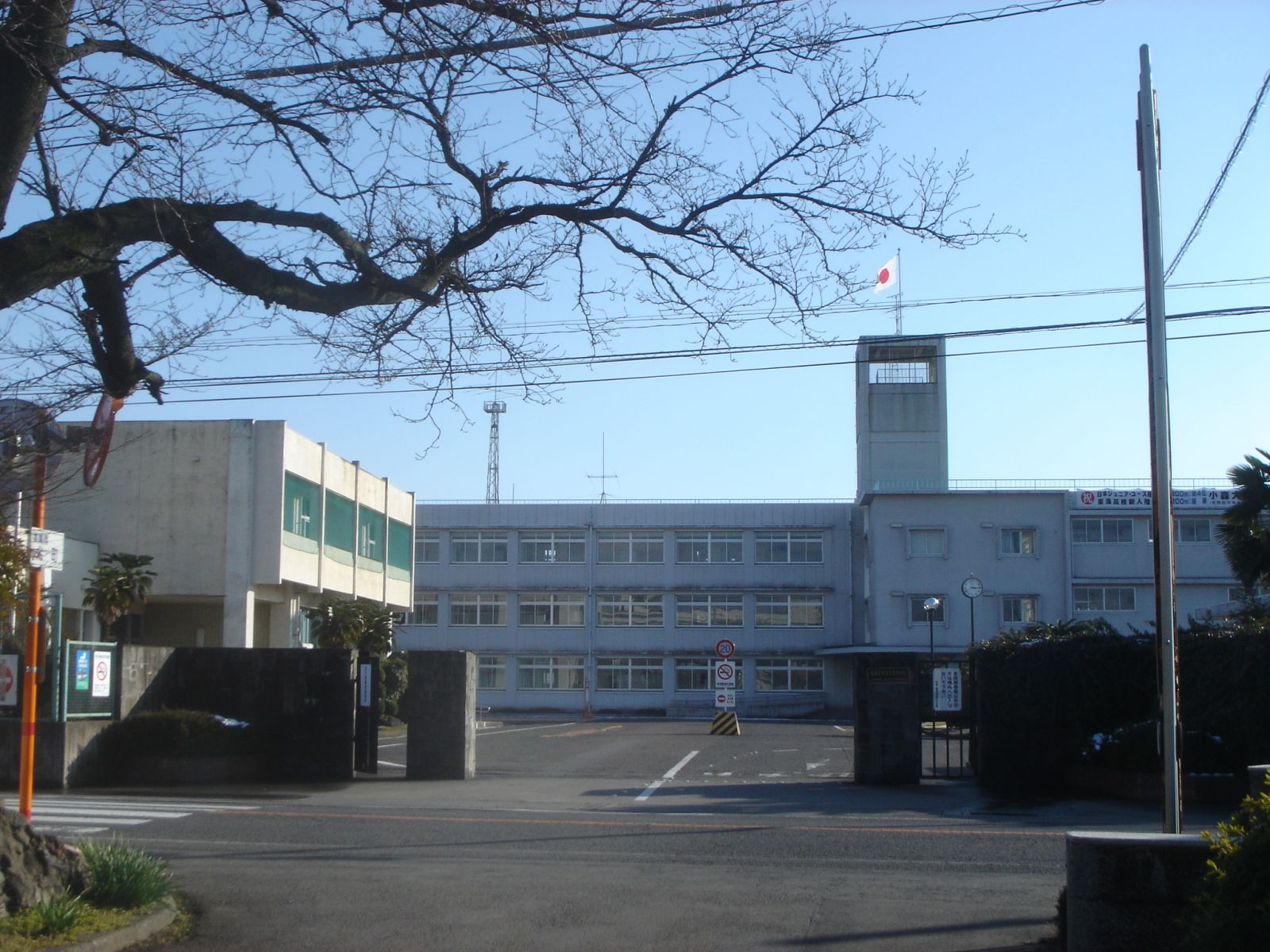
岐阜工業高等専門学校

### 高等専門学校
- 岐阜工業高等専門学校

### 高等学校
- 岐阜県立本巣松陽高等学校
- 岐阜第一高等学校

### 義務教育学校
- 本巣市立根尾学園

### 中学校
- 本巣市立本巣中学校
- 本巣市立真正中学校
- 本巣市立糸貫中学校

### 小学校
- 本巣市立本巣小学校
- 本巣市立外山小学校
- 本巣市立弾正小学校
- 本巣市立真桑小学校
- 本巣市立席田小学校
- 本巣市立土貴野小学校
- 本巣市立一色小学校

### 幼児園 (幼稚園と保育園を一体化した施設)
- 本巣市立根尾幼児園 (根尾地域)
- 本巣市立本巣幼児園 (本巣地域)
- 本巣市立神海幼児園 (本巣地域)
- 本巣市立糸貫西幼児園 (糸貫地域)
- 本巣市立糸貫東幼児園 (糸貫地域)
- 本巣市立真正幼児園 (真正地域)
- 本巣市立真桑幼児園 (真正地域)
- 本巣市立弾正幼児園 (真正地域)

### 指定自動車教習所
- 北方自動車学校

## 観光

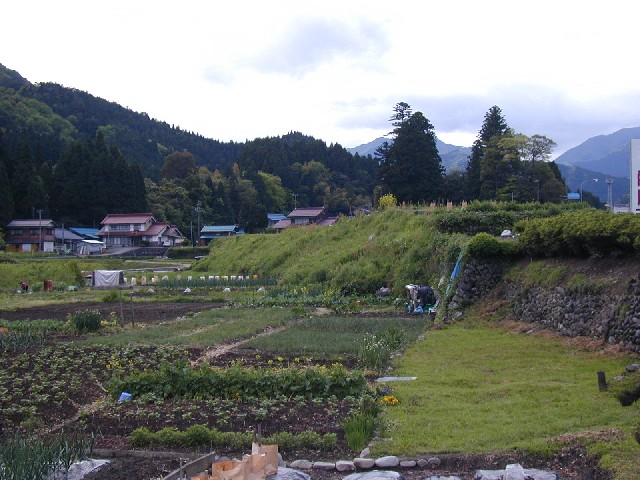
根尾谷断層

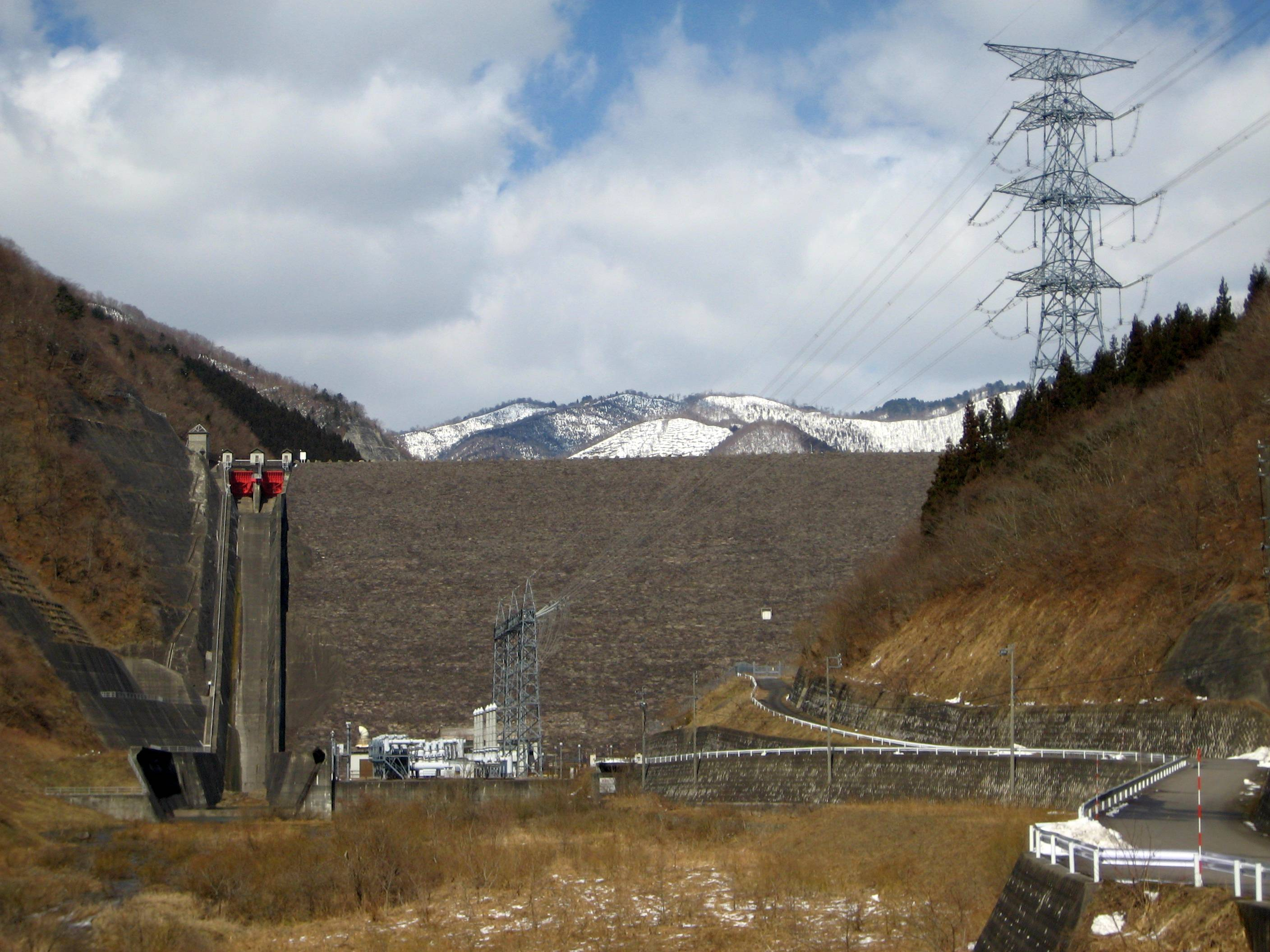
上大須ダム

### 特産品
- 富有柿
- アユ - 塩焼、刺身、鮎雑炊など

### 名所
- 淡墨公園の淡墨桜（国の天然記念物）樹齢千五百年以上の彼岸桜の古木。日本さくら名所100選の一つ。
- 根尾谷断層（国の特別天然記念物）
- ホタル公園

### 旧跡
- 宗慶大塚古墳
- 舟来山272号墳（赤彩古墳）
- 軽海西城：市の史跡。

### 神社・仏閣
- 長屋神社
- 徳山神社
- 能郷白山神社 - 能郷白山は、養老元年（717年）に加賀白山を開いた僧泰澄が、翌年3月13日に開いた、と伝わる[9]。
- 八幡神社（十四条）

### 祭事・イベント
- 真桑人形浄瑠璃（国の重要無形民俗文化財）
- 能郷の能・狂言（国の重要無形民俗文化財）古式を保存する猿楽
- 根尾川花火大会
- 門脇の雨乞踊り[10]

### その他
- うすずみ温泉
- NEOキャンピングパーク[11]
- 根尾谷の菊花石（国の特別天然記念物）
- 中部電力奥美濃水力発電所・上大須ダム

## 関連する作品
- 『薄墨の桜』 - 宇野千代著。
- 『桜守』 - 水上勉著。
- 『淡墨桜』 - 石原詢子の曲。岐阜県出身の石原は飛騨・美濃観光大使を務めており、自治体主催の式典においても同曲を歌唱することがある。
- 『安達としまむら』 - 入間人間原作のライトノベル・アニメ。本巣市・岐阜市・各務原市を主要な舞台とする。

## 出身著名人
- 青木和義 - T-BOLAN
- 小原一展 - サッカー選手
- 小西美帆 - 女優
- 柴橋正直 - 岐阜市長、元衆議院議員
- 高木貞治 - 数学者
- 髙﨑裕樹 - 名古屋鉄道社長
- 戸本一真 - 馬術選手
- 中島武市 - 実業家、元北海道帯広市議会議員、歌手・中島みゆきの祖父
- 蜂矢敏行 - 元大相撲力士
- 森夏美 - 元東海テレビ放送アナウンサー
- 山本優真 - 大阪府泉南市長